# Moschea Negara
 La Moschea Nazionale della Malesia (in malese Masjid Negara) è un luogo di culto islamico situato a Kuala Lumpur, la capitale della Malesia. Si trova non lontano dalla stazione ferroviaria della città.

## Panoramica
L'edificio possiede un tetto rettilineo in metallo azzurro a 18 lati che simboleggia le 13 divisioni del governo locale della Malesia e i cinque elementi dell'Islam. La sua cupola sembra galleggiare al centro di uno stagno bianco.
La struttura può ospitare circa 8.000 persone.  Vi è un minareto di gesso alto 72 metri, il Makam Pahlawan (il mausoleo degli eroi) dei precedenti leader della Malesia, una biblioteca di libri mussulmani e una sala conferenze. La costruzione iniziò nel 1960 e fu completata nel 1965. È la più grande moschea della Malesia.